# زمیئیف
شهر زمیئیف (به روسی: Зміїв) در استان خارکف در کشور اوکراین واقع شده‌است. جمعیت این شهر ۱۴,۰۷۱ نفر (۲۰۲۱ تخمینی) است.

## نگارخانه

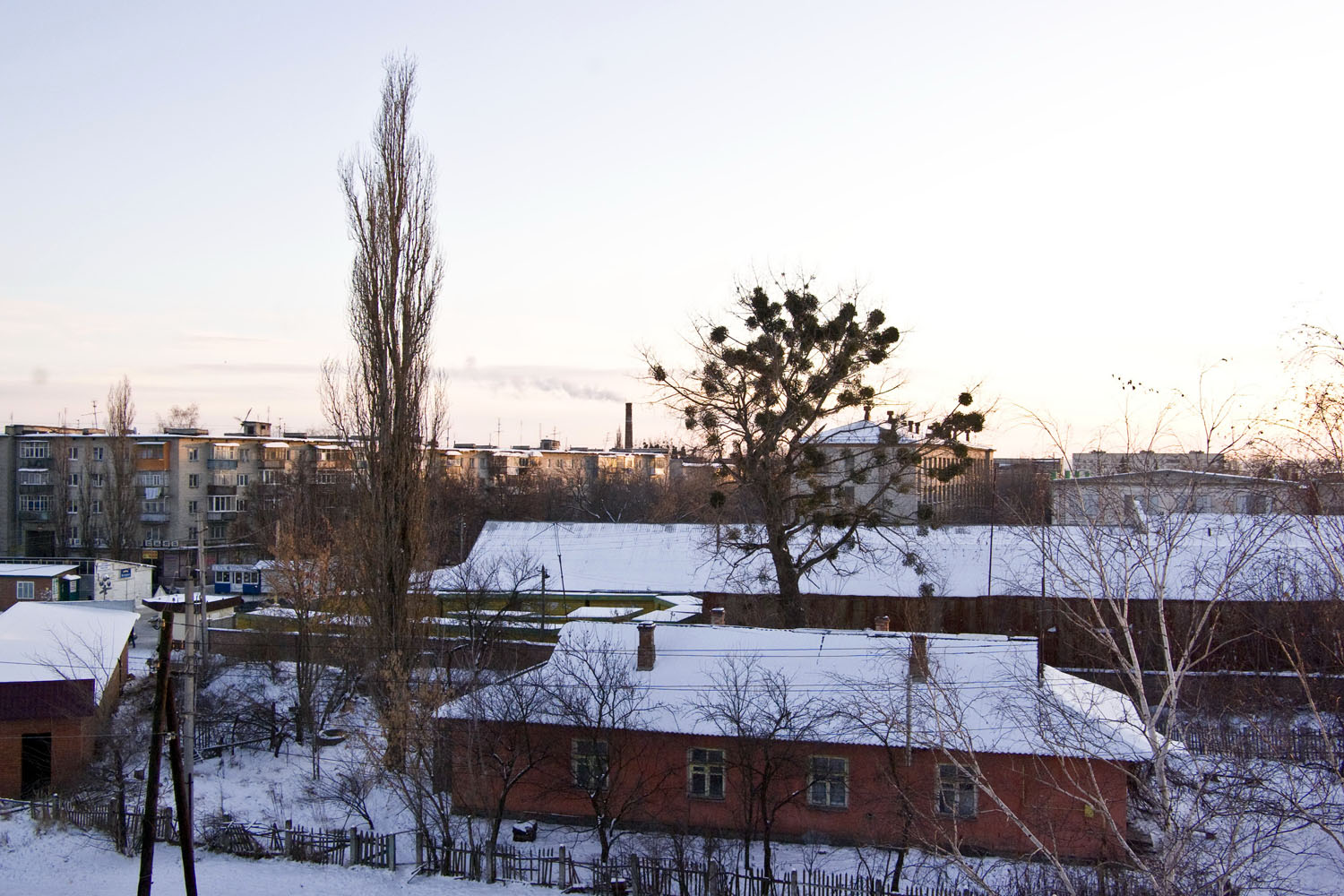
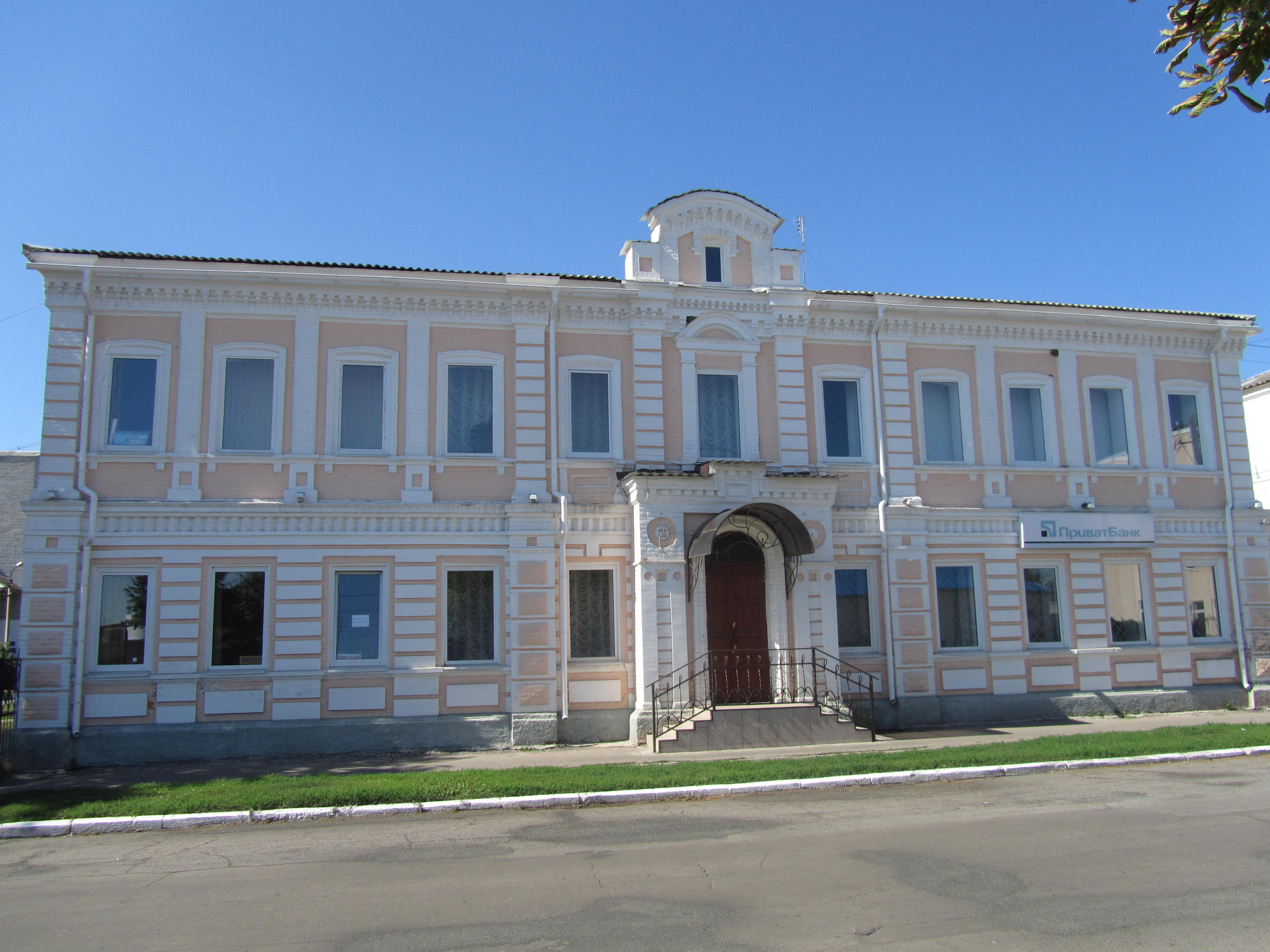
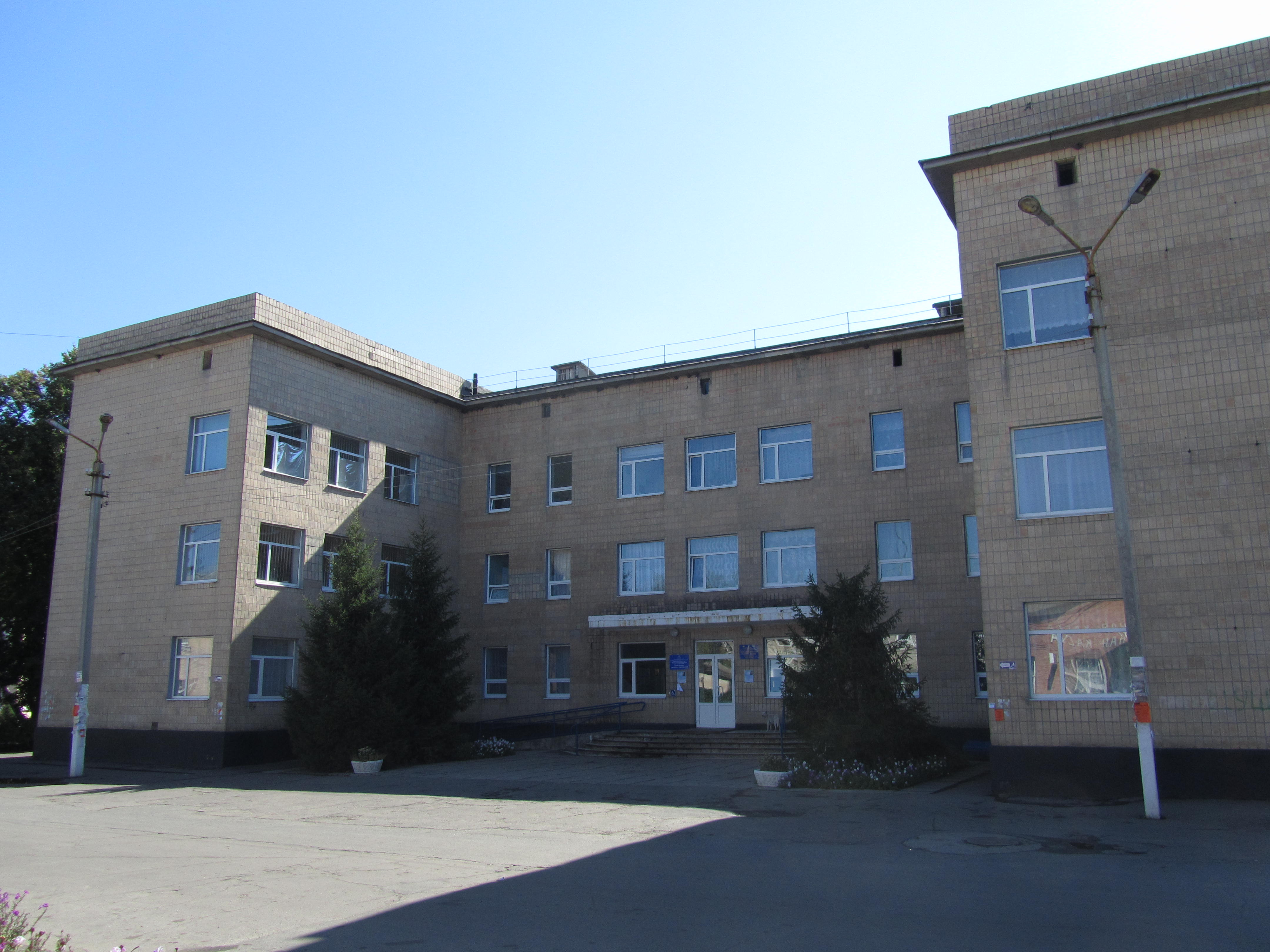
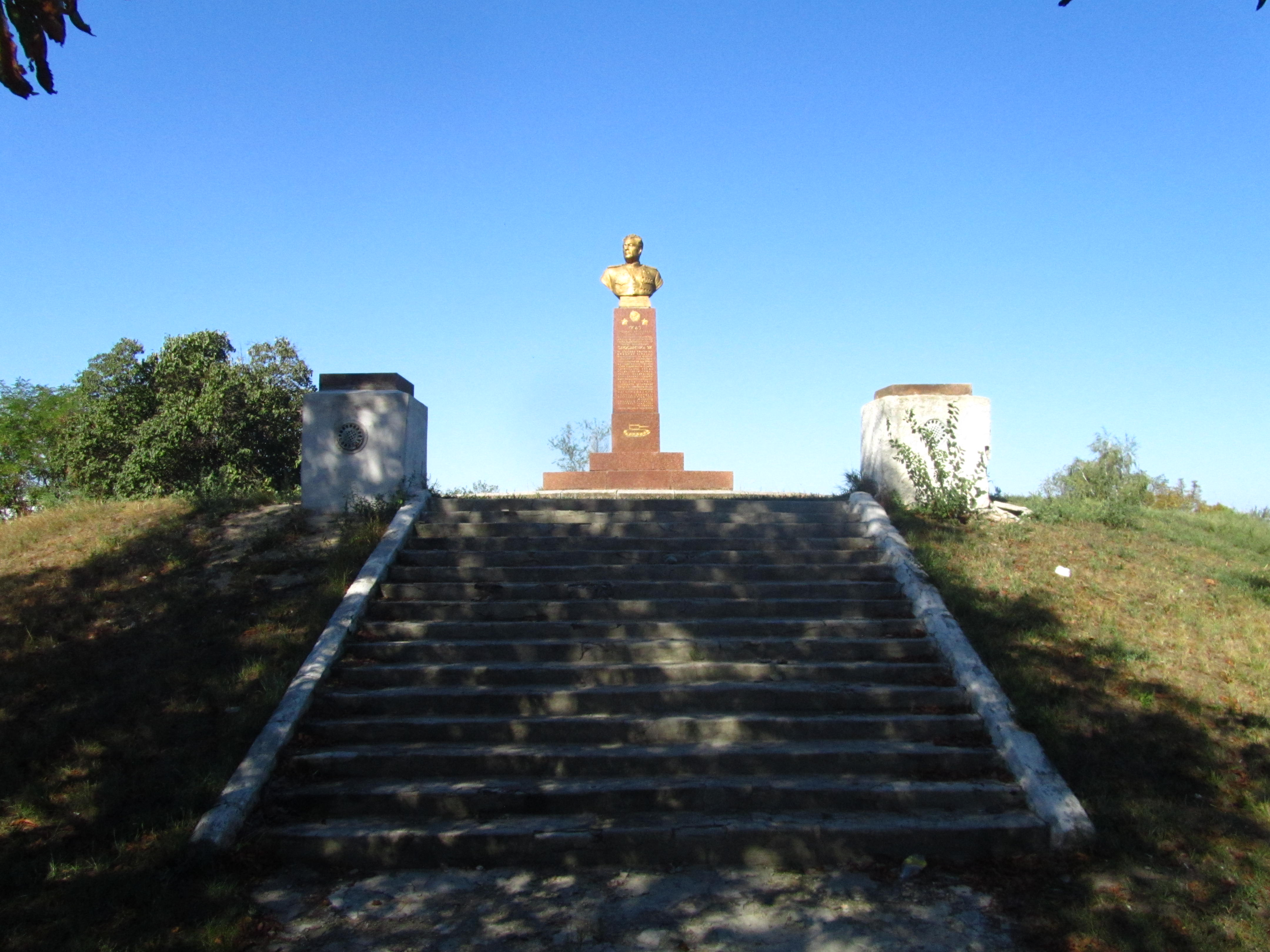
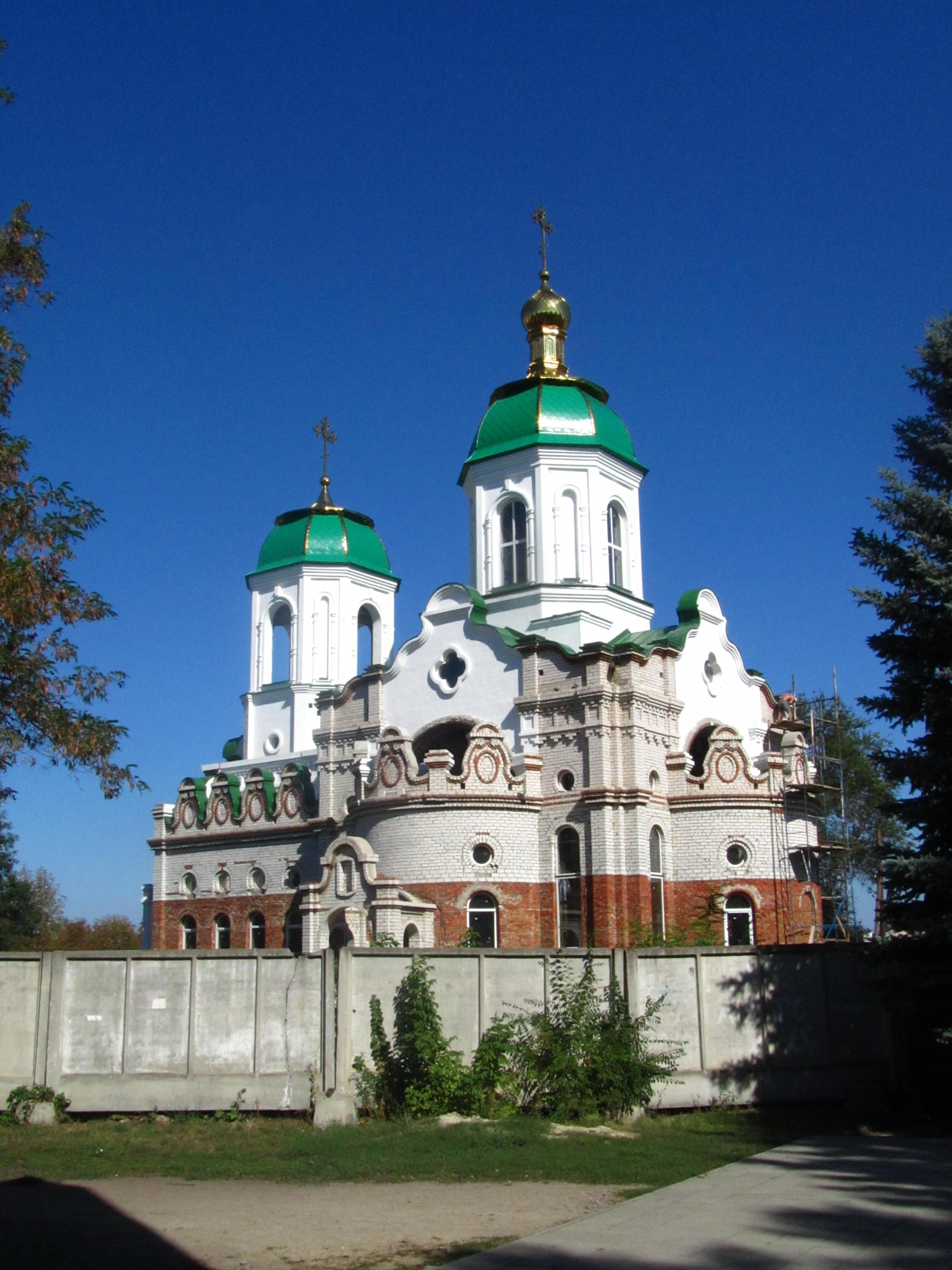
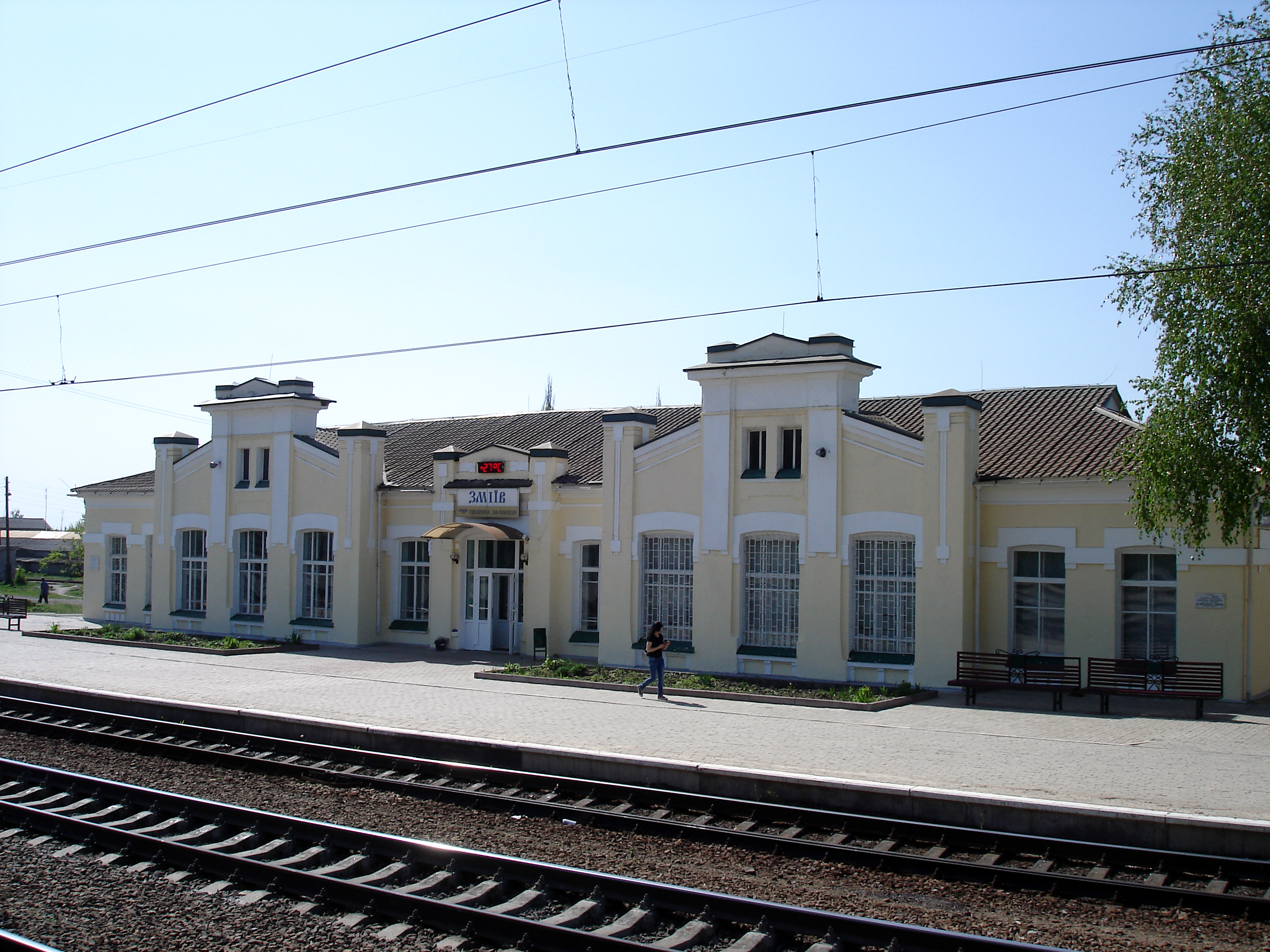